# Дієго де Буен
Дієго де Буен (ісп. Diego de Buen, нар. 3 липня 1991, Мехіко) — мексиканський футболіст, півзахисник клубу «Некакса» та молодіжної збірної Мексики. Виступав також за низку мексиканських клубів. Дворазовий чемпіон Мексики.

## Клубна кар'єра
У професійному футболі Дієго де Буен дебютував 2009 року виступами за команду «Пумас Морелос», в якій грав до 2011 року, взявши участь в 11 матчах чемпіонату.
У 2011 році де Буен перейшов до складу команди «УНАМ Пумас», з якою виграв Клаусуру чемпіонату 2011 року. У 2012—2013 роках футболіст грав у складі команди «Пуебла», а на початку 2014 року перйшов до клубу «Пачука». У 2015—2016 роках півзахисник грав у складі клубу «Тіхуана».
У 2016 році Дієго де Буен перейшов до складу клубу «Сантос Лагуна», у складі якого грав до 2020 року. У складі команди футболіст удруге в кар'єрі в 2018 році став переможцем Клаусури чемпіонату 2018 року. У 2020 році де Буен на правах орендиперейшов до складу клубу «Тампіко Мадеро», а на початку 2021 року вдруге за кар'єру став гравцем клубу «Пуебла». З початку 2025 року футболіст грає у складі клубу «Некакса».

## Виступи за збірні
У 2011 році Дієго де Буен грав у складі молодіжної збірної Мексики. У 2011 році футболіст у складі молодіжної збірної грав на молодіжному чемпіонаті світу. Загалом на молодіжному рівні зіграв у 12 офіційних матчах, забив 2 голи.
У 2011 році де Буена також включили до складу національної збірної Мексики для участі в розіграшу Кубка Америки 2011 року. Проте на турнірі футболіст на поле не виходив. і в подальшому до збірної не запрошувався.

## Титули і досягнення
- Чемпіон Мексики (2):

«УНАМ Пумас»: Клаусура 2011
«Сантос Лагуна»: Клаусура 2018